# Mustapha Skandrani
Mustapha Skandrani (in arabo موستافا سكاندرانى‎?; Algeri, 17 novembre 1920 – Algeri, 18 ottobre 2005) è stato un compositore e pianista algerino.

## Biografia
Nacque nella casba di Algeri e crebbe in un ambiente familiare permeato dalla musica arabo-andalusa. Giocò come attaccante nel Mouloudia Club d'Alger, fondato dagli zii. Iniziò la sua carriera musicale iscrivendosi alla scuola Et-Taraqi, dove ebbe come insegnanti Mohammed Ben Teffahi e Abderrezak Fakhardji e si specializzò nel pianoforte con Ahmed Sebti e Hadj M'rizek. Compose centinaia di canzoni per grandi maestri quali Hadj M'hamed El Anka, Abdelkader Chaou, El Hachemi Guerouabi, Amar Ezzahi e Reinette l'Oranaise.